# Àcid biliar
Els àcids biliars són àcids derivats estructurals de l'àcid còlic, de 24 àtoms de C, que es caracteritzen per tenir en el C17 una cadena alifàtica ramificada de 5 àtoms de carboni. destacant:
- L'àcid còlic (hidroxilat en posició 3-7 i 12α).
- L'àcid litocòlic (hidroxilat en posició 3α i 24α).
- L'àcid desoxicòlic (hidroxilat en posició 3-7 i 12α).
- L'àcid ursodesoxiccòlic(hidroxilat en posició 3-7 i 24α).
- L'àcid 3-α 7-β-hidroxicolànic.

L'acció farmacològica d'aquests àcids, es caracteritza pel fet que al disminuir la tensió superficial, emulsionen els greixos i faciliten l'acció de la lipasa.
Són necessaris per a l'absorció de les vitamines liposolubles. Tenen una acció catàrtica suau, milloren el drenatge biliar i eviten la presència d'infeccions, ja que la bilis és un excel·lent brou de cultiu.
Amb gran freqüència apareixen conjugats als aminoàcids glicina i taurina. Així, l'àcid còlic formarà els àcids taurocòlic i glicocòlic.
Encara que semble paradoxal, les sals biliars no són les sals dels àcids biliars, sinó les sals sòdiques o potàsiques dels àcids taurocòlics o glicocòlics.
Se sintetitzen al fetge i s'emmagatzemen a la vesícula biliar, abocant-se finalment al duodè.